# Comandra
Comandra es un género de la familia Santalaceae que contiene una única especie, C. umbellata, con cuatro subespecies distribuidas en Norteamérica y la región del Mediterráneo. C. umbellata está considerada como semi parásito.

## Características
Comandra es una pequeña planta herbácea que vive como parásito en las raíces de otras plantas y tienen diminutas flores blancas.
Comandra no está obligada a ser parásita desde que obtiene sus nutrientes por fotosíntesis, sin embargo tiene una amplia relación de plantas huéspedes, tales como  Aster, Antennaria, Solidago, varias especies de arbustos como,  Rosa, Rubus, Fragaria, Vaccinium, y varias especies de árboles como Acer, Betula, Populus,  y Carex, y varias hierbas.